# 알렉산드르 예고로프

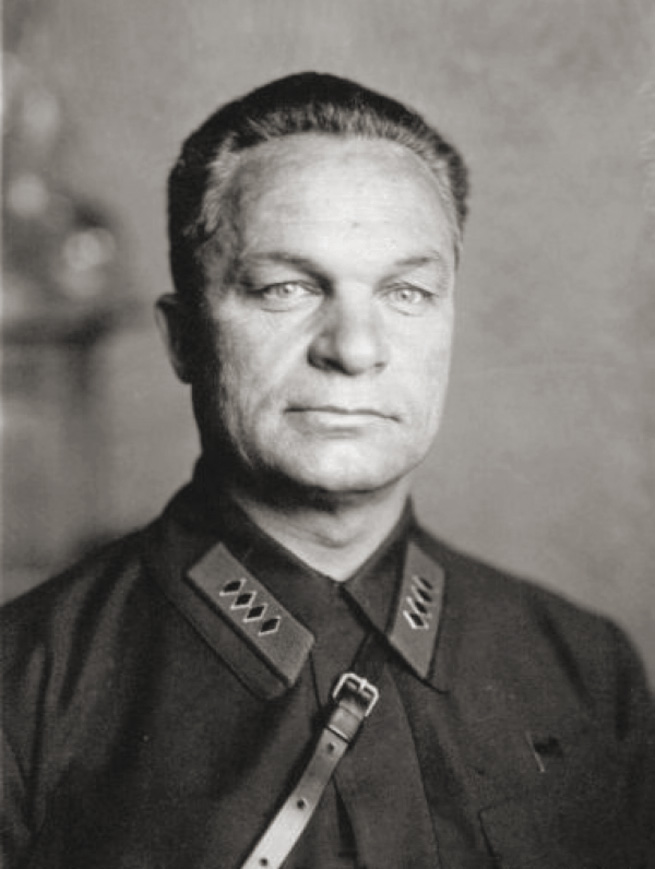

알렉산드르 일리치 예고로프(러시아어: Алекса́ндр Ильи́ч Его́ров, 1883년 10월 13일 ~ 1939년 2월 22일)는 소비에트 연방의 군인이다. 스탈린의 대숙청때 희생된 최고급군인 중 한 명이다.
예고로프는 사마라 근방의 빈농의 아들로 태어났다. 그는 1901년 러시아 제국 군대에 입대하였고, 능력을 인정받아 1905년 장교로 임관되었다.
제1차 세계대전이 일어나자 그는 소령까지 진급했고 5번이나 부상당할 정도로 용감히 싸웠다. 그는 사병시절인 1904년 사회혁명당에 입당하였으나, 10월 혁명에는 볼셰비키를 지지하여 붉은 군대에 가담하였다. 정규군 출신 장교가 드물었던 붉은 군대에서 그는 단연 두각을 나타내어 단숨에 사령관 급의 직위를 맡았다.
러시아 내전 기간 동안, 그는 붉은군대의 남부전선 사령관을 맡아 우크라이나의 반혁명군을 진압하였다. 1920년에는 소련-폴란드 전쟁에 참전하였고, 이때 같이 참전하였던 스탈린과 세묜 부됸니와 친밀한 사이가 되었다.
1925-1926년 예고로프는 장제스의 군사고문으로 중국에 파견되었고, 1927년에는 벨라루스 군관구의 사령관이 되었다.
1931년에는 부(副)국방인민위원(국방차관)에 임명되었다. 당직으로도 승진하여 1934년에는 소련공산당의 중앙위원회 후보위원에 임명되었다. 1935년 붉은군대에 계급이 부활되자 최고 계급인 소련 원수에 임명되었다.
1937년 대숙청이 시작되었을 때, 그는 스탈린과의 친분관계때문에 안전한 듯해 보였다. 1937년 6월에 투하체프스키 원수의 군사재판에 판사로 참가하기도 하였다. 그러나 1937년 말 그는 한직으로 좌천되었고, 1938년 체포되었으며, 그가 쓴 군사 저작들은 금서가 되었다.
그는 1939년 2월에 옥사했거나 처형된 것으로 알려졌다. 어떤 사료에 의하면 그의 죽음은 1941년으로 나타나기도 한다.
다른 원수와 마찬가지로 흐루쇼프 이후 그도 복권되었다.
| (노농적군 참모장) 블라디미르 트리안다필로프 | 제1대 노농적군 총참모장 1931년 7월 ~ 1937년 5월 10일 | 후임 보리스 샤포슈니코프 |